# إنسينيتاس (كاليفورنيا)
إنسينيتاس (بالإنجليزية: Encinitas)‏ هي إحدى مدن مقاطعة سان ديغو، كاليفورنيا. تم إعطاءها لقب مدينة في 1 أكتوبر، 1986.

## التركيبة السكانية
حدّد مكتب تعداد الولايات المتحدة بيانات التركيبة السكانية لإنسينيتاس في تعداد الولايات المتحدة. في ما يلي، التركيبة السكانية حسب تعدادي 2000 و2010.

### تعداد عام 2000
بلغ عدد سكان إنسينيتاس 58,014 نسمة بحسب تعداد عام 2000، وبلغ عدد الأسر 22,830 أسرة وعدد العائلات 14,283 عائلة مقيمة في المدينة. في حين سجلت الكثافة السكانية 1,111.2 نسمة لكل كيلومتر مربع (2,878.0/ميل2). وبلغ عدد الوحدات السكنية 23,843 وحدة بمتوسط كثافة قدره 456.7 لكل كيلومتر مربع (1,182.8/ميل2).
وتوزع التركيب العرقي للمدينة بنسبة 86.60% من البيض و0.59% من الأمريكيين الأفارقة و0.46% من الأمريكيين الأصليين و3.10% من الأمريكيين ذوي الأصول الآسيوية و0.12% من سكان جزر المحيط الهادئ و6.28% من الأعراق الأخرى و2.85% من عرقين مختلطين أو أكثر و14.80% من الهسبانيون أو اللاتينيون من أي عرق.
بلغ عدد الأسر 22,830 أسرة كانت نسبة 32.8% منها لديها أطفال تحت سن الثامنة عشر تعيش معهم، وبلغت نسبة الأزواج القاطنين مع بعضهم البعض 50.1% من أصل المجموع الكلي للأسر، ونسبة 8.8% من الأسر كان لديها معيلات من الإناث دون وجود شريك، بينما كانت نسبة 3.7% من الأسر لديها معيلون من الذكور دون وجود شريكة وكانت نسبة 37.4% من غير العائلات. تألفت نسبة 25.7% من أصل جميع الأسر من عدة أفراد يعيشون في نفس المنزل ونسبة 6.9% كانت تتألف من شخص يعيش بمفرده يبلغ من العمر 65 عاماً أو أكثر. وبلغ متوسط حجم الأسرة المعيشية 2.52، أما متوسط حجم العائلات فبلغ 3.06.
بلغ العمر الوسطي للسكان 37.9 عاماً. وكانت نسبة 23.1% من القاطنين تحت سن الثامنة عشر، وكانت نسبة 7.2% بين الثامنة عشر والرابعة والعشرين عاماً، ونسبة 33.3% كانت واقعةً في الفئة العمرية ما بين الخامسة والعشرين والرابعة والأربعين عاماً، ونسبة 25.9% كانت ما بين الخامسة والأربعين والرابعة والستين، ونسبة 9.6% كانت ضمن فئة الخامسة والستين عاماً فما فوق. يوجد لكل 100 أنثى 100.1 ذكر، ويوجد لكل 100 أنثى في الثامنة عشر من عمرها فما فوق 97.4 ذكر.
بلغ متوسط دخل الأسرة في المدينة 63,954 دولارًا، أما متوسط دخل العائلة فبلغ 78,104 دولارًا. وكان متوسط دخل الذكور 51,132 دولارًا مقابل 38,606 دولارًا للإناث. وسجل دخل الفرد الخاص بالمدينة 34,336 دولارًا. وكانت نسبة 3.8% من العائلات ونسبة 7.3% من السكان تحت خط الفقر، وكان من هؤلاء نسبة 7.7% تحت سن الثامنة عشر ونسبة 5.7% في الخامسة والستين من العمر وما فوق.

### تعداد عام 2010
بلغ عدد سكان إنسينيتاس 59,518 نسمة بحسب تعداد عام 2010، وبلغ عدد الأسر 24,082 أسرة وعدد العائلات 15,044 عائلة مقيمة في المدينة. في حين سجلت الكثافة السكانية 1,140 نسمة لكل كيلومتر مربع (2,952.6/ميل2). وبلغ عدد الوحدات السكنية 25,740 وحدة بمتوسط كثافة قدره 493 لكل كيلومتر مربع (1,276.9/ميل2).
وتوزع التركيب العرقي للمدينة بنسبة 85.80% من البيض و0.61% من الأمريكيين الأفارقة و0.51% من الأمريكيين الأصليين و3.90% من الأمريكيين ذوي الأصول الآسيوية و0.15% من سكان جزر المحيط الهادئ و5.61% من الأعراق الأخرى و3.42% من عرقين مختلطين أو أكثر و13.67% من الهسبانيون أو اللاتينيون من أي عرق.
بلغ عدد الأسر 24,082 أسرة كانت نسبة 29.1% منها لديها أطفال تحت سن الثامنة عشر تعيش معهم، وبلغت نسبة الأزواج القاطنين مع بعضهم البعض 50.3% من أصل المجموع الكلي للأسر، ونسبة 8.1% من الأسر كان لديها معيلات من الإناث دون وجود شريك، بينما كانت نسبة 4.1% من الأسر لديها معيلون من الذكور دون وجود شريكة وكانت نسبة 37.5% من غير العائلات. تألفت نسبة 26.2% من أصل جميع الأسر من عدة أفراد يعيشون في نفس المنزل ونسبة 8.8% كانت تتألف من شخص يعيش بمفرده يبلغ من العمر 65 عاماً أو أكثر. وبلغ متوسط حجم الأسرة المعيشية 2.45، أما متوسط حجم العائلات فبلغ 2.98.
بلغ العمر الوسطي للسكان 41.5 عاماً. وكانت نسبة 20.6% من القاطنين تحت سن الثامنة عشر، وكانت نسبة 6.3% بين الثامنة عشر والرابعة والعشرين عاماً، ونسبة 27.9% كانت واقعةً في الفئة العمرية ما بين الخامسة والعشرين والرابعة والأربعين عاماً، ونسبة 32.3% كانت ما بين الخامسة والأربعين والرابعة والستين، ونسبة 12.8% كانت ضمن فئة الخامسة والستين عاماً فما فوق. وتوزع التركيب الجنسي للسكان بنسبة 49.5% ذكور و50.5% إناث.

## أعلام
- ويليام وارتون
- هارون غولدبرغ
- إريك سوليفان
- جون فيرتشايلد
- رونالد ديولف
- جون هيس
- باتريشيا كانينغ تود
- باتى بادج
- ميل هاتشينز
- مارغريتا فيشر